# Стено (митологија)
Стено (грч. Σθεννώ, снажна), у грчкој митологији најстарија је од Горгона, трију опасних чудовишта са металним рукама, оштрим отровним зубима и косом коју су чиниле змије отровнице. Ова кћерка Форкија и Кето рођена је у пећинама испод планине Олимп. Она и њена сестра Еуријала биле су бесмртне, а трећа сестра, Медуза, била је смртна. Позната је као најнезависнија и најсвирепија од Горгона. Убила је више људи него њене двије сестре заједно.